# آلباتروس سی۱
آلباتروس سی۱ (به انگلیسی: Albatros_C.I) یک هواگرد از نوع هواگرد شناسایی ساخت شرکت آلباتروس فلوکتسایک‌ورک در آلمان است. این هواگرد در سال ۱۹۱۵ میلادی رسماً معرفی گردید.